# Cañas (cratera)
Cañas é uma cratera marciana. Tem como característica 42 quilômetros de diâmetro. Deve o seu nome a Cañas, uma localidade do Puerto Rico.